# Alejandro Arbeláez Arango
Alejandro Arbeláez Arango (Medellín, 2 de febrero de 1972) es un economista y político colombiano, quien se desempeñó como Gobernador del Departamento de Arauca, entre otros cargos.

## Biografía
Nació en Medellín, capital del Departamento de Antioquia, en febrero de 1972. Estudió Economía en la Universidad de Medellín, misma institución de la cual posee especializaciones en Economía y Negocios Internacionales y en Gobierno Público. También tiene una Maestría en Gestión de Empresas y otra en Dirección y Gerencia Pública, ambas de la Universidad Politécnica de Valencia (España), además de un Doctorado en Derecho Constitucional de la Universidad de Valencia.
Durante el gobierno del presidente Álvaro Uribe Vélez sirvió como asesor de la Presidencia de la República y del Ministerio de Defensa, así como secretario privado del Ministro de Defensa Camilo Ospina. Tras la renuncia del Gobernador Encargado de Arauca Carlos Darío Donado Garzón, fue encargado como Gobernador del departamento en enero de 2009, ocupando el cargo hasta la elección y posesión del nuevo gobernador titular, en junio del mismo año. Posteriormente pasó a ser Viceministro de Defensa (2009-2010).
Cercano al presidente Uribe, sirvió como primer director del partido fundado por este, el Partido Centro Democrático, entre 2013 y 2014. También ha sido Coordinador Administrativo y Financiero del Proyecto de Cooperación Internacional para el Desarrollo, misma posición que ocupó en la Unidad de Parques Nacionales Noroccidente Colombiano y Gerente de Proyectos de la Fundación Proantioquia.
En la academia ha sido profesor asociado del Centro de Estudios Hemisféricos de Defensa (Estados Unidos), profesor de la Universidad de Medellín y Vicerrector de la misma.